# Quintus Fabius Maximus Verrucosus
Pour les articles homonymes, voir Fabius Maximus.
Quintus Fabius Maximus Verrucosus (le Verruqueux), dit Cunctator (le Temporisateur), dit aussi Ovicula (la petite brebis), est un homme politique et militaire romain, né vers 275 av. J.-C. à Rome et mort en 203 av. J.-C. dans la même ville.

## Biographie
Appartenant à la très ancienne famille patricienne des Fabii, Fabius Maximus est élu deux fois consul, en 233 et 228, et censeur en 230.
En 218, Fabius fait partie de l'ambassade romaine à Carthage et c'est lui qui, formellement, déclare la guerre à la cité punique après la prise de Sagonte par Hannibal.
Le Sénat le nomme dictateur en 217 av. J.-C. après le désastre du lac Trasimène en juin. 
Conscient de son manque de moyens, le dictateur harcèle Hannibal sans l'attaquer directement, cherchant à l’épuiser dans une guerre d'usure, refusant systématiquement le combat. Une stratégie « fabienne » qui lui vaut son surnom.
Mais sa stratégie est gênée par le manque d'unité de commandement de l'armée romaine :  le Magister equitum, Marcus Minucius Rufus est un adversaire politique du Cunctator. Ce n'est qu'après avoir été sauvé in extremis par le dictateur que Minucius se range sous ses ordres.
À la fin de sa dictature, le commandement est remis aux consuls Cnaeus Servilius Geminus et Marcus Atilius Regulus. Le désastre subi en 216 av. J.-C. par l'armée romaine à la bataille de Cannes force les consuls à adopter sa tactique de refus de toute bataille rangée contre Hannibal.
Fabius Maximus défait une partie de l’armée carthaginoise à Capoue.
Fabius Maximus Cunctator est encore nommé trois fois consul en 215, 214, et 209, année où il reprend Tarente, alors ralliée à Hannibal.
Lors de la censure de 209 av. J.-C., il est désigné princeps senatus, en raison de son prestige, ce qui, selon Tite-Live, déroge pour le première fois au critère traditionnel de censeur le plus ancien.
En 206 av. J.-C., opposé aux aventures offensives, le vieux Fabius refuse sa confiance au projet du jeune et ambitieux Scipion qui propose de porter la guerre en Afrique,. C'est son dernier acte politique, il meurt quelques années plus tard.

## Société Fabienne
En 1884, la Fabian Society est créée en Angleterre. Ce mouvement d'aspiration socialiste est mené principalement par George Bernard Shaw et Sidney Webb. Dans sa lutte pour une société plus juste, les Fabiens adoptent une attitude progressive et patiente, et ce faisant, s'inspirent de Fabius Cunctator dans sa guerre l'opposant à Hannibal.